# Varcia spilota
Varcia spilota är en insektsart som beskrevs av Melichar 1898. Varcia spilota ingår i släktet Varcia och familjen Nogodinidae. Inga underarter finns listade i Catalogue of Life.